# Duke le rebelle
Pour l’article homonyme, voir Cowboy.
Pour plus de détails, voir Fiche technique et Distribution.
Duke le rebelle (Ride Him, Cowboy) est un film américain avé John Wayne et réalisé par Fred Allen, sorti en 1932.

## Synopsis
John Drury est de passage alors que les citadins sont sur le point de tuer Duke, un cheval qu'ils croient dangereux. Il les convainc d'accorder un sursis à l'animal le temps qu'il leur montre qu'il peut le monter. Il réussit et gagne ainsi la gratitude de Ruth Gaunt.
Johnny se porte ensuite volontaire pour s'occuper d'un hors-la-loi connu sous le nom de Hawk qui terrorise la région. Le citoyen solide Henry Simms se porte également volontaire pour le guider vers le territoire des Hawk. Mais Simms est en fait le faucon et il attache Drury à un arbre, le laissant mourir. Simms mène ensuite un raid dans un ranch, tue un homme et plante l' harmonica de Drury sur les lieux. Avec l'aide de son cheval Duke, Drury parvient à se libérer.
Cependant, un groupe de justiciers , croyant qu'il est le faucon, l'accuse de meurtre et l'amène face à un juge suspendu. Heureusement, Ruth se présente, avec la nouvelle qu'un témoin blessé a repris conscience et a confirmé l'affirmation de Drury selon laquelle Simms est le vrai bandit.
Les hommes de Simms font irruption et tiennent tout le monde sous la menace d'une arme. Simms emmène Ruth avec lui dans sa cachette, mais Drury parvient à s'échapper et à les suivre. Le groupe domine les hommes de main de Simms et capture le reste du gang. Simms et Drury se battent et lorsque Drury est distrait par l'arrivée de l'aide, Simms l'assomme et tente de s'enfuir, pour se heurter aux sabots mortels d'un duc enragé.

## Fiche technique
- Titre : Duke le rebelle
- Titre original : Ride Him, Cowboy
- Réalisation : Fred Allen
- Scénario : Scott Mason d'après le roman de Kenneth Perkins
- Montage : William Clemens
- Production : Leon Schlesinger et Sid Rogell (producteur associé)
- Société de production : Leon Schlesinger Studios
- Société de distribution : Warner Bros.
- Pays de production :  États-Unis
- Format : Noir et blanc - Son : Mono
- Genre : Western
- Durée : 53 minutes
- Date de sortie :
  - États-Unis : 27 août 1932

## Distribution
- John Wayne : John Drury
- Ruth Hall : Ruth Gaunt
- Henry B. Walthall : John Gaunt
- Otis Harlan : le juge Jones
- Harry Gribbon : le shérif-député Clout
- Frank Hagney : "Le Rapace"

et,
- "Duke", le cheval de John Drury

acteurs non crédités
- Edmund Cobb : Bob Webb (homme blessant Gaunt à la main)
- Jim Corey : Homme de main du "Rapace" en sentinelle
- Murdock MacQuarrie : médecin
- Bud Osborne : Homme de main du "Rapace"
- Glenn Strange : Homme de main du "Rapace"

## Musiques du film
- My Pony Boy (1909) (de Charley O'Donnell et Bobby Heath), jouée durant le générique
- Elle descend de la montagne à cheval (She'll Be Coming 'Round the Mountain) (air traditionnel américain), joué par John Wayne à l'harmonica
- Till We Meet Again (1918) (de Richard A. Whiting et Ray Egan), jouée et chantée lors de la fête